# Francisco Eduardo de Paula Machado
Francisco Eduardo de Paula Machado (Rio de Janeiro, 13 de dezembro de 1915 — Rio de Janeiro, 1 de janeiro de 2005) foi um empresário brasileiro, criador de cavalos puro-sangue ingles de corrida. É considerado uma das figuras mais importantes do turfe no Brasil.

## Biografia
Filho do empresário Linneo de Paula Machado, fundador do Haras São José e Expedictus, e de Celina Guinle de Paula Machado (irmã de Octávio Guinle, fundador do Copacabana Palace), era primo do playboy brasileiro Jorginho Guinle.
Foi, durante 24 anos, presidente do Jockey Club Brasileiro.